# Combat de Marilles
Guerre des Paysans
Batailles
- Saint-Nicolas
- 1er Boom
- Merchtem
- Zele
- Malines
- 2e Boom
- Hooglede
- Moorslede
- Zonnebeke
- 1er Diest
- 1er Louvain
- Alost
- Turnhout
- Enghien-Hal
- Hérinnes
- Audenarde
- Leuze
- 2e Louvain
- Ingelmunster
- Duffel
- Herentals
- Arzfeld
- Clervaux
- Amblève
- Stavelot
- Pollare
- Londerzeel
- Kapelle-op-den-Bos
- Bornem
- Meerhout
- 2e Diest
- 3e Diest
- Mol
- Jodoigne
- Marilles
- Beauvechain
- Hélécine
- Kapellen
- Meylem
- Hasselt

Le combat de Marilles se déroule pendant la guerre des Paysans.

## Déroulement
Le 27 novembre 1798, après la prise de Jodoigne, une partie des insurgés se porte à la cense de Champaveau où elle est renforcée par des réfugiés bruxelleois. Cependant près de Jodoigne, un détachement de cavalerie mené par le commissaire du canton de Grez se réunit à un petit corps de 16 gendarmes venus de Wavre. Peu après les cavaliers républicains surprennent les paysans insurgés à Champaveau. Ces derniers prennent la fuite, ils sont poursuivis jusqu'au bois de Marilles et dispersés. Les insurgés laissent soixante morts et six prisonniers. Les Républicains regagnent ensuite Wavre en passant par Jodoigne.